# Microtus dogramacii
Microtus dogramacii är en gnagare i släktet åkersorkar som förekommer i Turkiet. Den är nära släkt med Microtus guentheri men den har en avvikande karyotyp.
Arten når en kroppslängd (huvud och bål) av 99 till 125 mm, en svanslängd av 18 till 26 mm och en vikt av 19 till 37 g. Sorken har 16 till 21 mm långa bakfötter och 8 till 12 mm långa öron. Pälsen på ovansidan är gulbrun som hos Microtus socialis eller lite mer gulaktig. Händer, fötter och svansens undersida är täckta av ljusare till vit päls.
Fram till 2005 var arten känd från tre ställen i centrala Turkiet som ligger cirka 450 km ifrån varandra. Individerna hittades i kulliga områden mellan 200 och 800 meter över havet. Habitatet utgörs av gräsmarker, jordbruksmark och andra öppna landskap.
Troligen fortsätter fortplantningen under den kalla årstiden. En hona i fångenskap hade en kull med tre ungar.
Enligt IUCN finns inga allvarliga hot för artens bestånd. Microtus dogramacii listas därför som livskraftig (LC).